# Simon Carr
Simon Carr (ur. 29 sierpnia 1998 w Hereford) – brytyjski kolarz szosowy posiadający również francuskie obywatelstwo.
Choć Carr urodził się w Wielkiej Brytanii i reprezentuje ten kraj na arenie międzynarodowej to przez większość życia mieszkał we francuskim departamencie Aude, porozumiewa się biegle w języku angielskim i francuskim oraz posiada obywatelstwa zarówno Wielkiej Brytanii, jak i Francji.

## Osiągnięcia
Opracowano na podstawie:
2020
- 1. miejsce w klasyfikacji młodzieżowej Volta a Portugal
- 1. miejsce w Prueba Villafranca-Ordiziako Klasika

2021
- 11. miejsce w Strade Bianche
- 1. miejsce w klasyfikacji młodzieżowej Route d'Occitanie

2023
- 1. miejsce na 5. etapie Tour of the Alps
- 3. miejsce w Mont Ventoux Dénivelé Challenge
- 1. miejsce na 4. etapie Route du Sud

## Rankingi
| Rok             | 2019  | 2020 | 2021 | 2022 | 2023 | 2024 |
| --------------- | ----- | ---- | ---- | ---- | ---- | ---- |
| World Ranking   | 2254. | 289. | 371. | 618. | 232. | 518. |
| UCI Europe Tour | 1446. | 237. | 308. | 478. | -    | -    |
|                 |       |      |      |      |      |      |
| Źródło: UCI     |       |      |      |      |      |      |